# خانواده سوئیسی رابینسون
خانواده سوئیسی رابینسون (انگلیسی: The Swiss Family Robinson) رمانی است نوشته شده به زبان آلمانی توسط نویسنده سوئیسی یوهان داوید ویس که در سال ۱۸۱۲ منتشر شد. رمان داستان خانواده‌ای اهل سوئیس است که کشتی‌شان در مسیر رسیدن به بندرگاه سیدنی، دچار طوفان شده و آن‌ها در جزیره‌ای سرگردان می‌شوند. او این رمان را با الهام از رابینسون کروزوئه (اثر: دانیل دفو) و برای آموختن ارزش‌های زندگی به چهار پسرش، به نگارش درآورده است.